# St-Leu-St-Gilles (Paris)

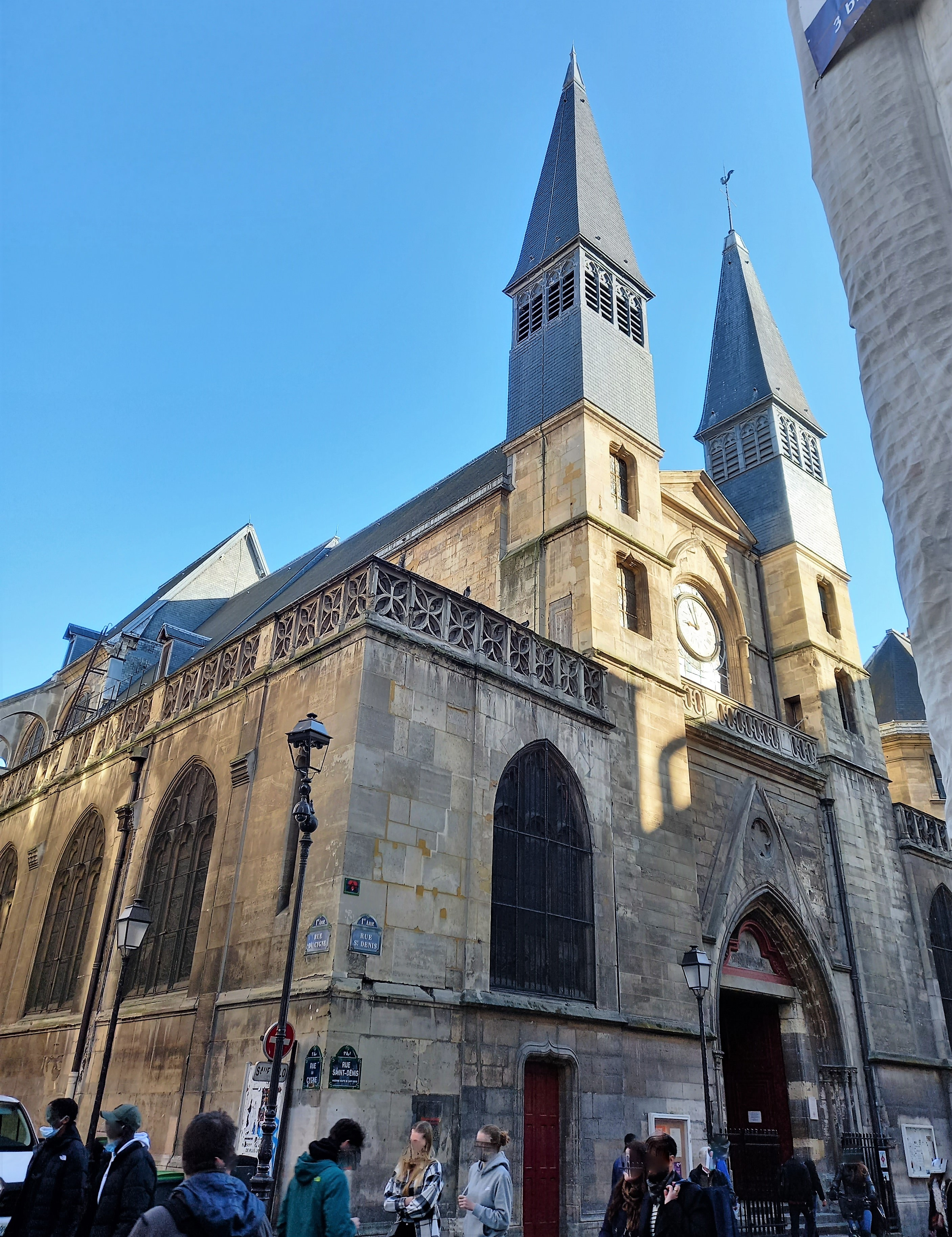
Doppeltürme der Westfassade

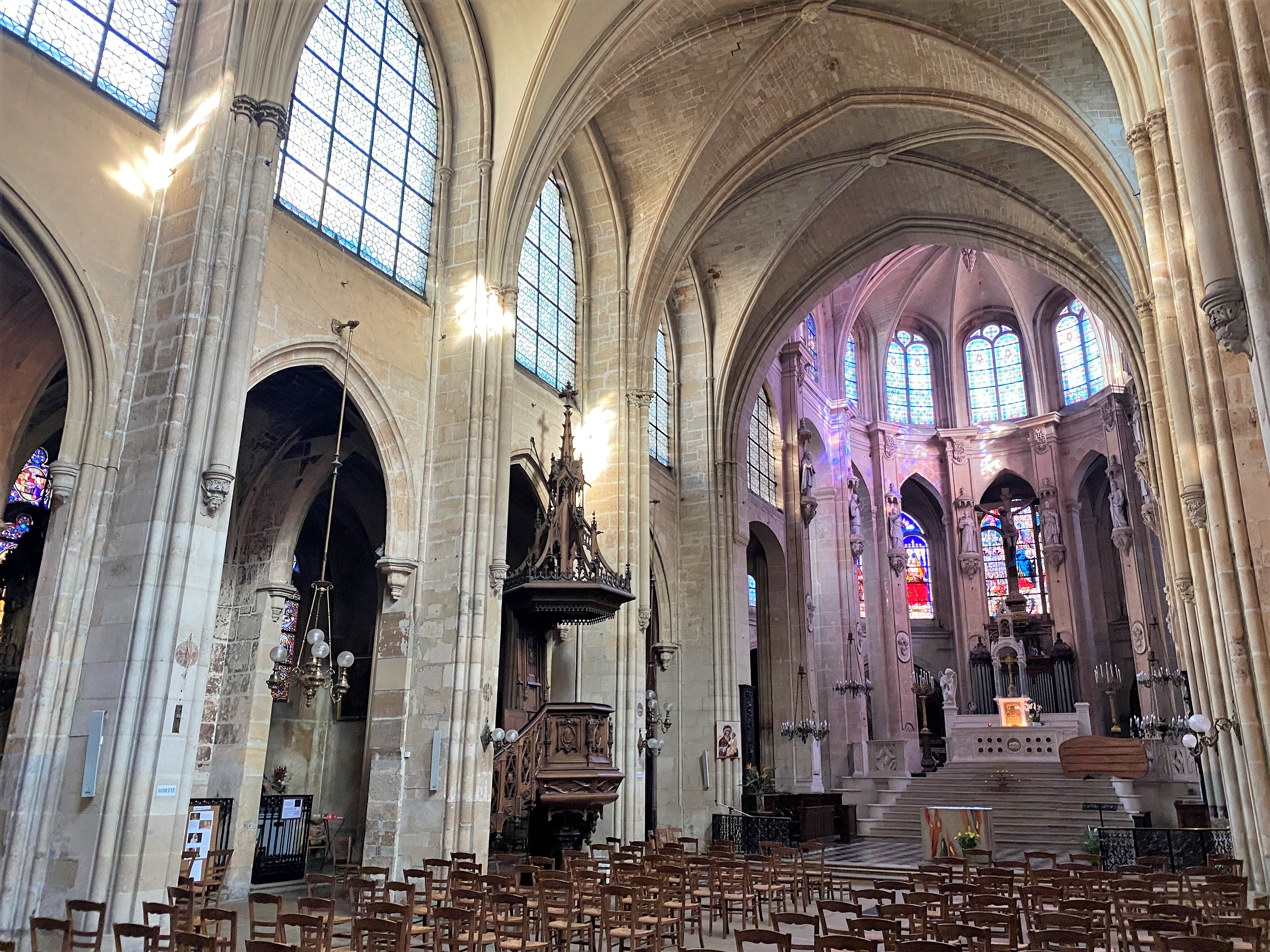
Innenraum

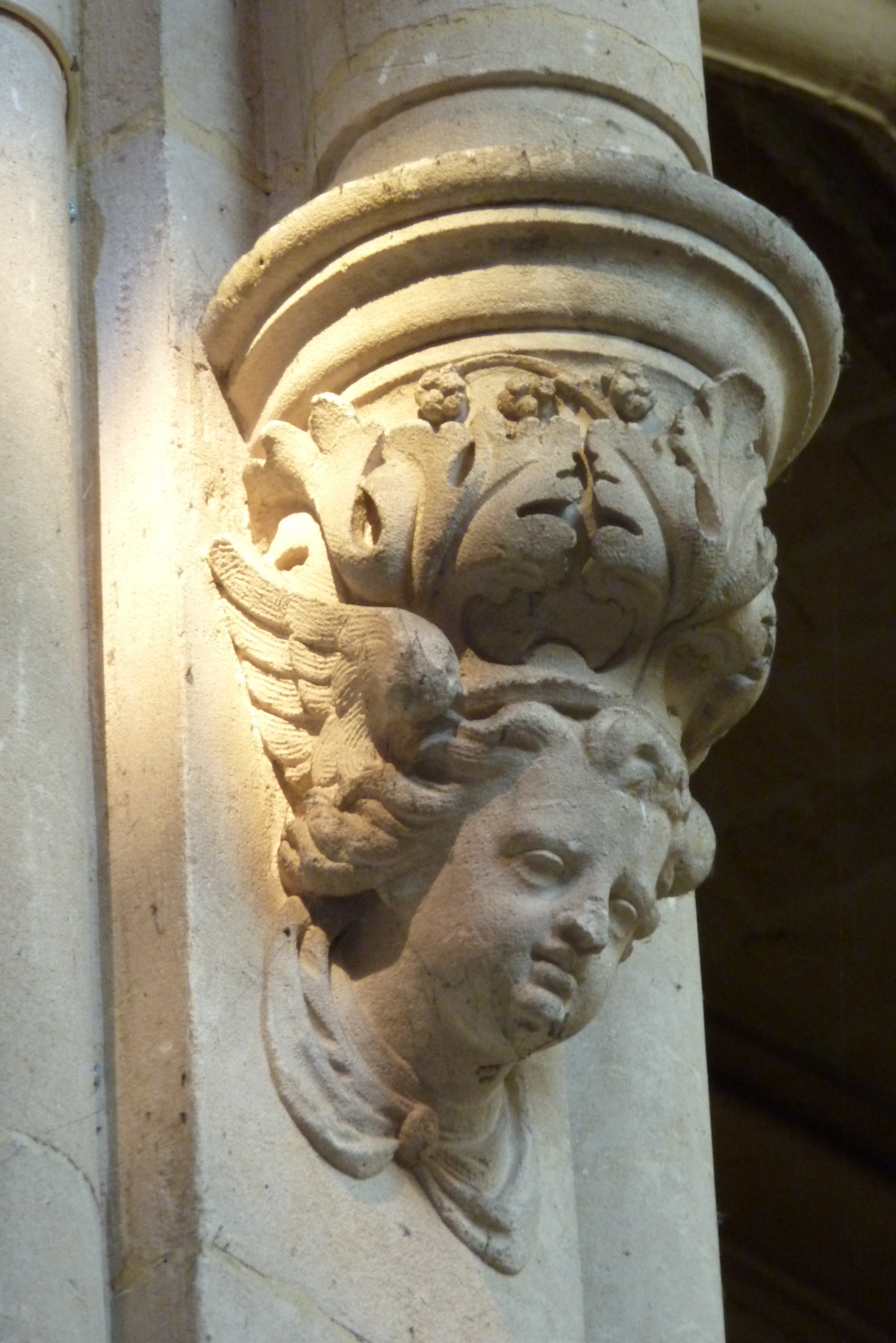
Konsole mit Engelskopf

Die katholische Pfarrkirche Saint-Leu-Saint-Gilles in der Rue Saint-Denis Nr. 92 im 1. Arrondissement von Paris wurde zu Beginn des 14. Jahrhunderts am Weg von der Île de la Cité zur königlichen Grablege in der Abteikirche von Saint-Denis errichtet. Von den zahlreichen Kirchen, die im Mittelalter an dieser Achse entstanden, gehört sie zu den wenigen, die erhalten geblieben sind. 1915 wurde die Kirche in die Liste der französischen Baudenkmäler als Monument historique aufgenommen. Die nächsten Metrostationen sind Les Halles und Étienne Marcel der Linie 4.

## Geschichte
Bereits im 12. Jahrhundert gab es in der einstigen Abtei Saint-Magloire in der Rue Saint-Denis eine dem heiligen Ägidius geweihte Kapelle. 1235 ließen die Benediktiner von Saint-Magloire für die Gläubigen, die sich um das Kloster herum angesiedelt hatten, eine eigene Kirche außerhalb des Klosterbezirkes bauen. Auch sie war dem heiligen Ägidius (Gilles) geweiht, einem Einsiedler und späteren Abt von Saint-Gilles in Südfrankreich, der als einer der Vierzehn Nothelfer verehrt wird. Später erhielt die Kirche zusätzlich das Patrozinium des heiligen Lupus von Sens (Loup oder Leu), der im 7. Jahrhundert Bischof von Sens war.
Da die Kirche zu klein geworden war, errichtete man 1319 an ihrer Stelle ein neues, größeres Gebäude, das man im 16. Jahrhundert durch zwei Seitenschiffe erweiterte. Zu Beginn des 17. Jahrhunderts wurde der gotische Chor durch ein Chorhaupt im Stil der Renaissance ersetzt. Saint-Leu-Saint-Gilles gehörte zunächst zur Pfarrei Saint-Barthélemy, die auf der Île de la Cité in der Nähe des Justizpalastes lag, und wurde erst 1617 eigenständige Pfarrkirche.
1780 schuf der Architekt Charles de Wailly die Krypta unter dem Chor, als die Bruderschaft der Ritter vom Heiligen Grab zu Jerusalem Saint-Leu-Saint-Gilles zur Kirche ihres Ordenskapitels machte. Nachdem der Ritterorden die Kirche 1830 verlassen hatte, kehrte er 1928 wieder nach Saint-Leu-Saint-Gilles zurück und nutzt seitdem die Taufkapelle für seine Zeremonien.
Während der Französischen Revolution erlitt die Kirche schwere Beschädigungen und diente als Lebensmitteldepot. 1802 wurde die Kirche wieder für den Gottesdienst geweiht. Beim Durchbruch des Boulevard de Sébastopol im Zuge der Umgestaltung von Paris unter dem Präfekten Haussmann mussten drei Apsiskapellen und der Chorumgang weichen. Sie wurden 1858 von Victor Baltard, wesentlich kleiner, neu angelegt. An der Südseite der Kirche wurden die Marienkapelle und das Pfarrhaus errichtet.

## Architektur
Die Westfassade wird von zwei spitzen Türmen eingerahmt. Seit der Erweiterung im 16. Jahrhundert besitzt die Kirche drei Schiffe, die durch Spitzbogenarkaden voneinander getrennt sind. Ein Querhaus gibt es nicht. Die Kirche ist mit einem Kreuzrippengewölbe gedeckt, das 1727 im Stil der Gotik erneuert wurde.

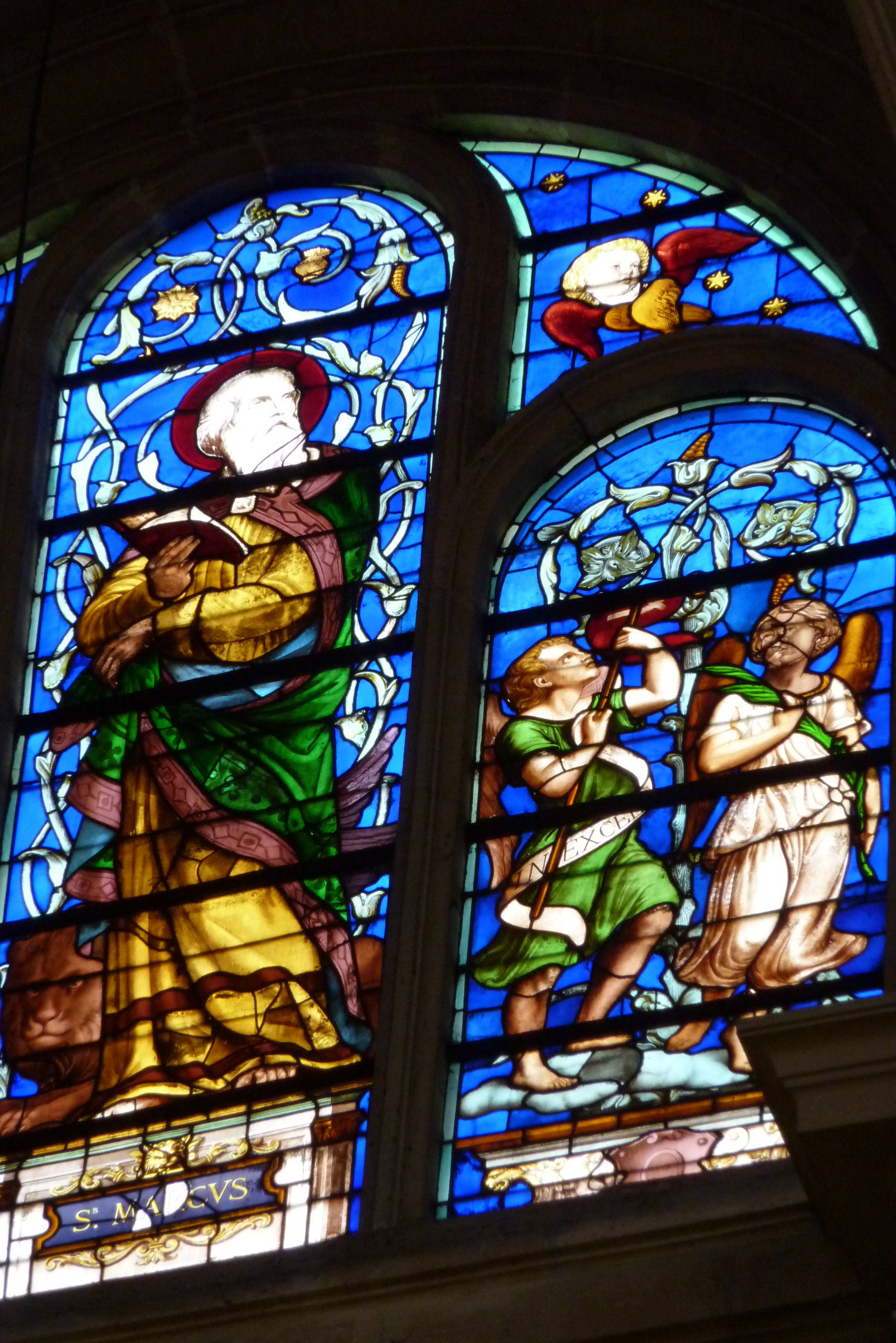
Chorfenster mit Darstellung des Evangelisten Markus

## Bleiglasfenster
Die Bleiglasfenster wurden von Eugène-Stanislas Oudinot (1827–1889), Prosper Lafaye und Paul Nicod geschaffen und zwischen 1861 und 1869 eingebaut. Die Chorfenster stellen die Evangelisten dar. Sie wurden von Paul Nicod nach Kartons von Jean-Paul Balze ausgeführt. Die während der Pariser Kommune zerstörten Fenster ersetzte Henri Chabin zwischen 1875 und 1881.

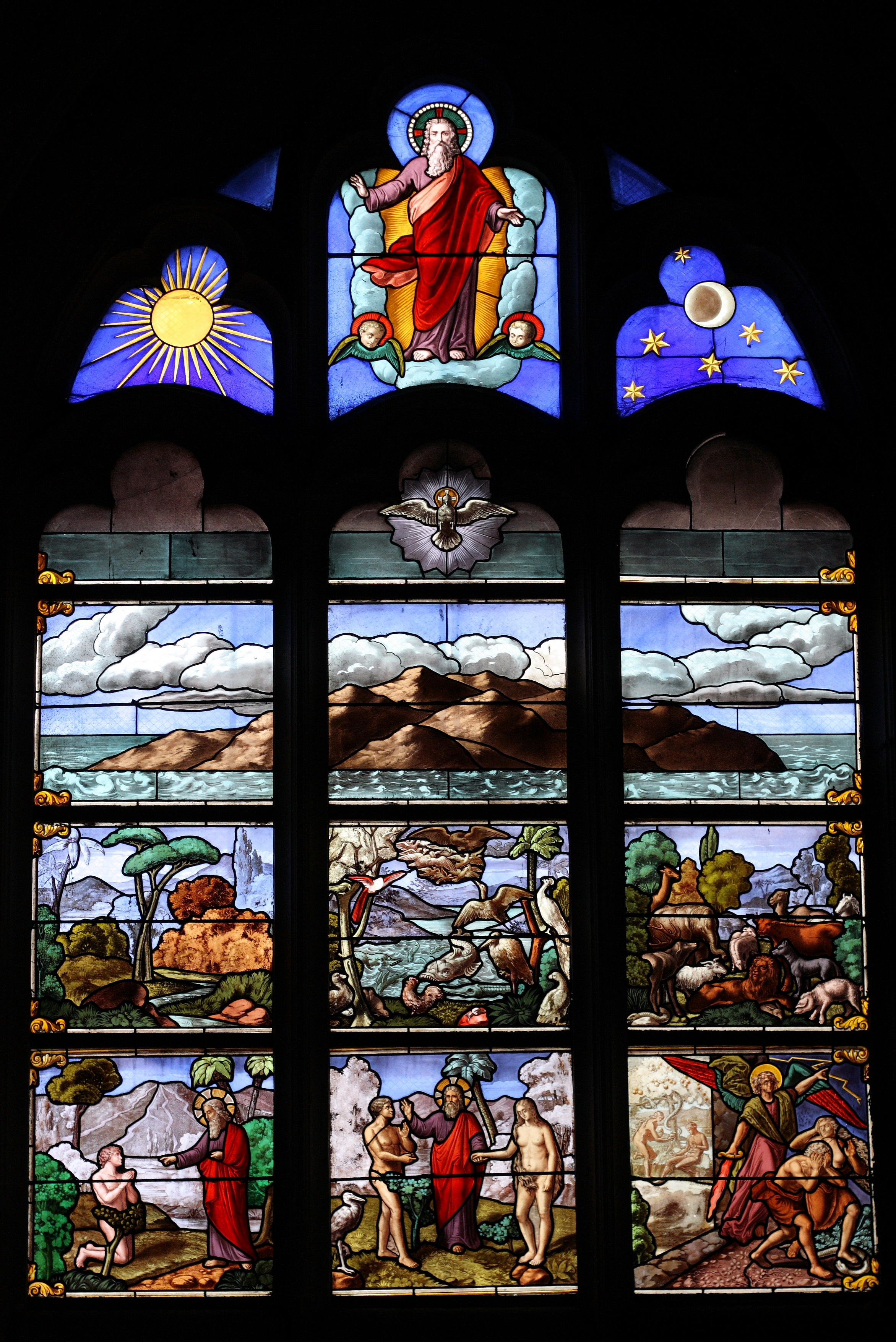
Fenster der Schöpfungsgeschichte
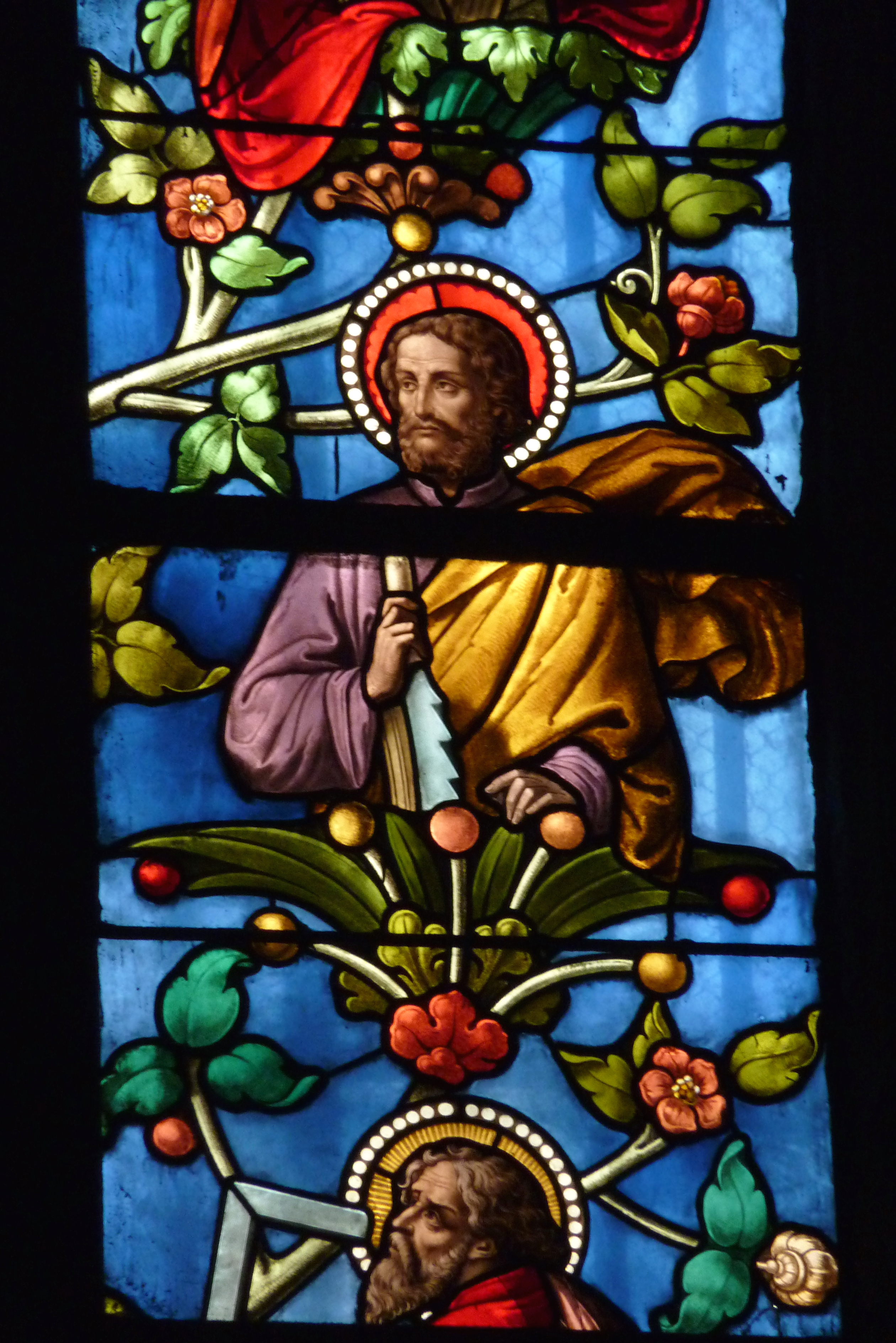
Apostelfenster
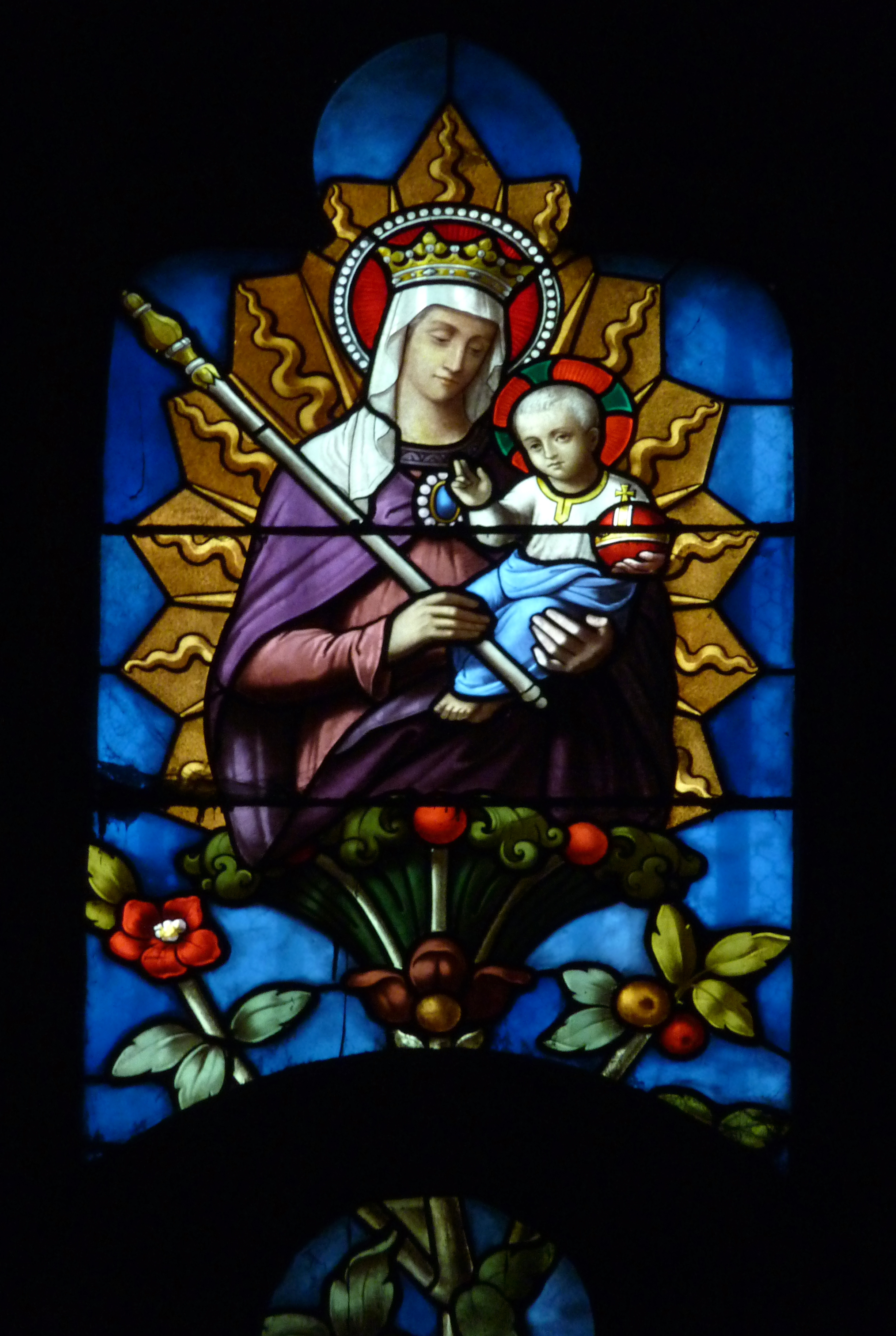
Wurzel-Jesse-Fenster

## Ausstattung
- Die Alabasterreliefs in einer Kapelle des Chorumgangs mit den Darstellungen Letztes Abendmahl, Judaskuss, Geißelung Christi stammen aus dem 15. Jahrhundert und wurden in einer Werkstatt in Nottingham angefertigt.
- Die Marmorskulptur in der zweiten Kapelle des südlichen Seitenschiffs mit der Darstellung der Unterweisung Mariens wurde von Jean Bullant (um 1515–1578) geschaffen.
- Das Gemälde mit der Darstellung des heiligen Hieronymus im Gebet (nach Georges de la Tour) in der dritten Kapelle des südlichen Seitenschiffs wird Trophime Bigot (1579–1650) zugeschrieben.
- Die Liegefigur Christus im Grab in der Krypta stammt vermutlich aus dem 17. Jahrhundert.
- Die Skulpturen an den Pfeilern im Chor sind Werke des 19. Jahrhunderts. Sie stellen den ersten Schutzpatron der Kirche dar, den heiligen Ägidius, die Kirchenlehrer Augustinus von Hippo und Johannes Chrysostomos, den heiligen Vinzenz von Paul, die Apostel Petrus und Paulus und Karl Borromäus, den Vertreter der Gegenreformation.
- Außerdem befinden sich in der Kirche die Gemälde Le Père éternel (Gottvater) von Jean Jouvenet (1644–1717) und Les Pèlerins d'Emmaüs (Die Emmausjünger) (1763) von Jean Restout dem Jüngeren (1692–1768).

## Orgel

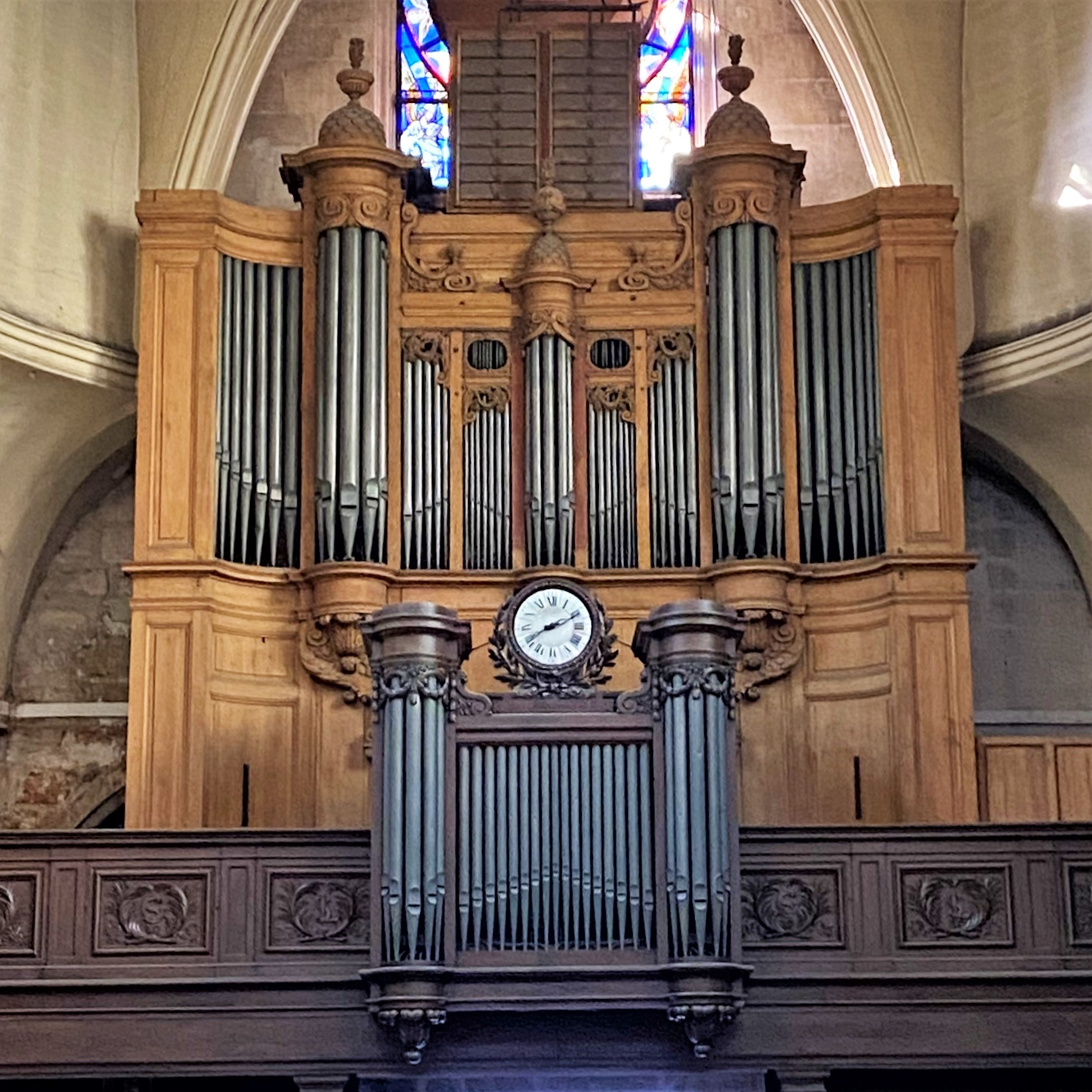
Hauptorgel von Clicquot

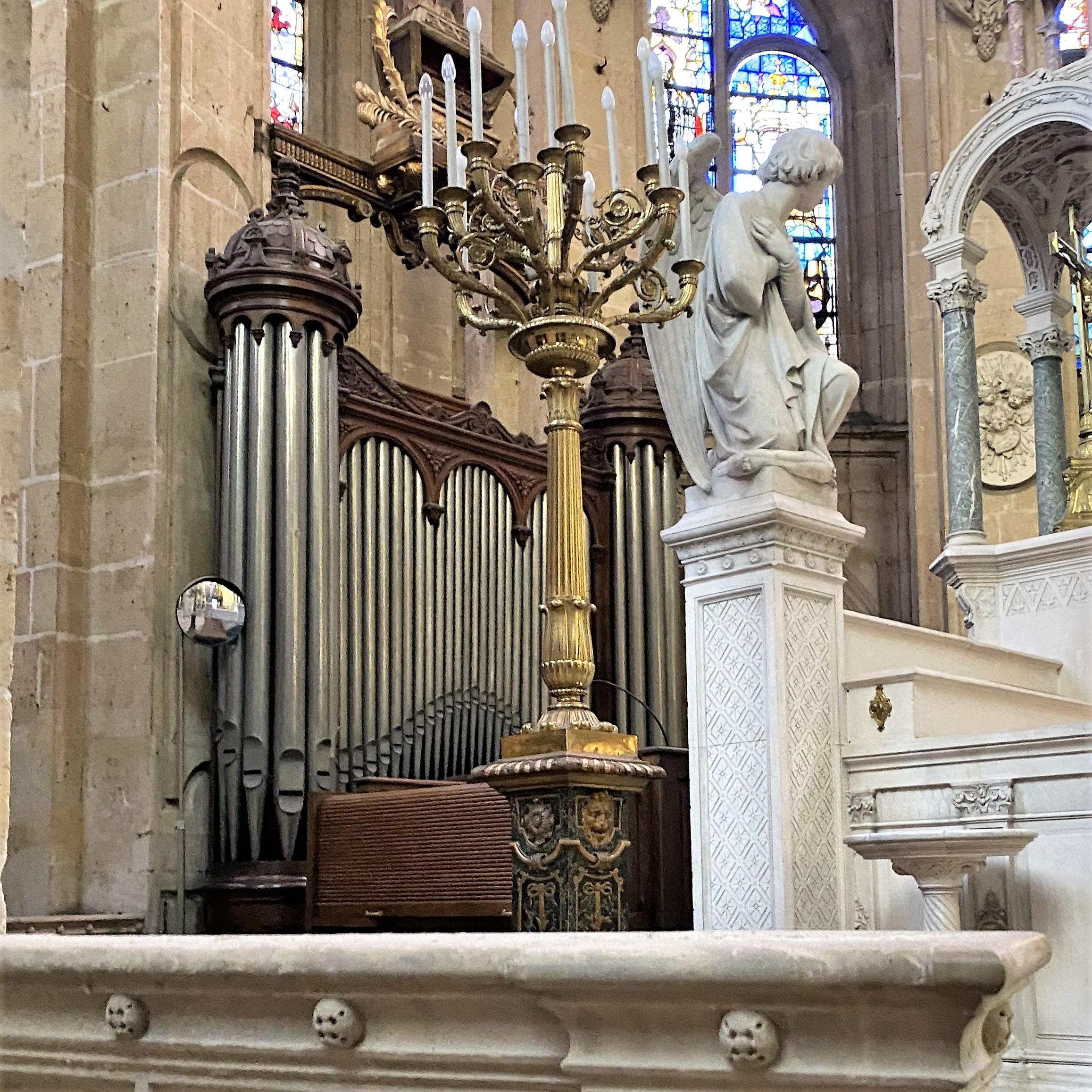
Chororgel

Die Hauptorgel ist ein Werk des Orgelbauers François-Henri Clicquot und des Schreiners Rimbert Nicolas. Im Orgelgehäuse sind Teile der ersten Orgel aus dem Jahr 1603 miteinbezogen. Die Orgel wurde 1788 eingebaut und mehrfach restauriert. 1815 wurde sie in die Liste der Monuments historiques aufgenommen. Das Instrument ist seit 1974 unspielbar.
| I Positif C–f3 |              |       |
| 1.             | Montre       | 8′    |
| 2.             | Bourdon      | 8′    |
| 3.             | Keraulophone | 8′    |
| 4.             | Salicional   | 8′    |
| 5.             | Prestant     | 4′    |
| 6.             | Nasard       | 2 ⁄3′ |
| 7.             | Doublette    | 2′    |
| 8.             | Trompette    | 8′    |
| 9.             | Cromorne     | 8′    |

| II Grand Orgue C–f3 |                      |     |
| 10.                 | Dessus de Flûte      | 16′ |
| 11.                 | Montre               | 08′ |
| 12.                 | Bourdon              | 08′ |
| 13.                 | Flûte allemande      | 08′ |
| 14.                 | Flûte octaviante     | 04′ |
| 15.                 | Plein Jeu IV         |     |
| 16.                 | Trompette harmonique | 08′ |
| 17.                 | Basson               | 08′ |

| III Recit expressif C–f3 |              |    |
| 18.                      | Bourdon      | 8′ |
| 19.                      | Gambe        | 8′ |
| 20.                      | Voix céleste | 8′ |
| 21.                      | Flûte douce  | 4′ |
| 22.                      | Hautbois     | 8′ |
|                          | Tremblant    |    |

| Pédale C–f1 |          |     |
| 23.         | Soubasse | 16′ |
| 24.         | Basse    | 08′ |

- Koppeln: I/II, III/II, II/P